# Marie Toft
Ane Marie Elise Carlsen, gift Toft og Grundtvig (4. august 1813 på Gammelkjøgegaard – 9. juli 1854 i København) var en dansk kvinde, som var mest kendt som N.F.S. Grundtvigs anden hustru og som ejer af godset Rønnebæksholm.
Hun blev gift første gang i 1840 med cand. jur. Harald Toft (1812-1841) til Rønnebæksholm, og gift anden gang i 1851 med N.F.S. Grundtvig. I den grundtvigske historie har hun som Marie Toft indskrevet sig som digterpræstens store kærlighed, der med dyb indsigt og forståelse levede sig ind hans tankegods, såvel i de store, kirkelige spørgsmål som i udviklingen af højskoletanken.

## Barndom
Ane Marie Elise Carlsen blev født den 4. august 1813 på Gammelkjøgegaard som datter af Christen Rasmussen Carlsen (1777-1818) og hustru Else Margrethe Nyhuus (1792-1857). Fra barnsben lærte hun at tage del i godsets daglige drift, såvel inde som ude og at kunne færdes lige vant i mark og skov som på de bonede gulve.
Hendes søskende var Hans Rasmussen Carlsen, gift med Clara Frijs, komtesse af Frijsenborg, Jutta Carlsen, gift med præsten Peter Rørdam, og Franziska Carlsen.

## Første ægteskab
Den 9. juni 1840 blev Ane Marie Elise Carlsen i Køge Kirke viet til juristen Harald Peter Nicolai Toft, født den 22. februar 1812 i København. Han var student fra Sorø Akademi og havde i 1837 bestået den juridiske embedseksamen med bedste karakter. Kort tid efter brylluppet erhvervede Harald Toft godset Rønnebæksholm ved Næstved, hvor ægteparret efter ombygning af hovedbygningen flyttede ind i foråret 1841. Men deres lykke varede kun kort, idet Harald Toft døde den 24. november af en brystsyge, som han havde pådraget sig under en studierejse i Frankrig i 1837. Han blev bisat fra Rønnebæk Kirke, hvorfra kisten blev indsat i slægten Carlsens Kapel i Sct. Nicolai Kirke i Køge. I 1855 blev den indsat i gravhvælvingen på "Claras Kirkegård".

## Rønnebæksholm
Knap tre måneder efter sin mands død nedkom Marie Toft den 17. februar 1842 med en datter, der ved dåben i Rønnebæk Kirke fik navnet Haralda Judithe Johanne Margrethe Toft. Efter sin mands død videreførte hun med stor dygtighed driften af godset, og for at bistå hende i den daglig husholdning flyttede hendes mor og to søstre ind på Rønnebæksholm.
Fra sit hjem var Marie Toft dybt forankret i den kristne tro og gav med stort engagement husly og hjerterum for den gudelige vækkelsesbevægelse som i disse år prægede Sydsjælland. Således var pastor Joachim Godske Willemoes i Herfølge ofte hovedtaler ved møderne på Rønnebæksholm, hvortil en stadig større kreds af yngre, grundtvigsk indstillede præster, som Peter Andreas Fenger i Slotsbjergby, Frederik E. Boisen i Skørpinge, Emil Clausen i Boeslunde og Peter Rørdam i Mern tilsluttede sig.
I sensommeren 1844 var Asta Frijs med sin plejesøster Clara Carlsen, født Frijs på familiebesøg på Rønnebæksholm. Blandt gæsterne var også den unge kapellan Mads Maaløe Melbye fra Middelfart, som var kaldet som kapellan og huslærer af herskabet på Holsteinborg. Her lærte Peter Rørdam dem at synge Grundtvigs nye salme "Sov sødt, barnlille", og som han senere skrev til Grundtvig "De er alle sangfugle, og vi sang den rigtig kjønt".

## Marie Toft og Grundtvig
Marie Toft mødte Grundtvig første gang i slutningen af 1845, og det var da hende, der opsøgte ham i København for en samtale om de gudelige forsamlinger. Grundtvig var direkte modstander af de gudelige forsamlinger, som han kaldte "de hellige" og fandt dem usunde og vederstyggelige. De gudelige rørelser i Sydsjælland gik mod slutningen af 1840'erne i den grundtvigske retning, ledet af de yngre præster og lægfolk.
I januar 1851 døde Grundtvigs hustru Elisabeth Christina Margaretha, født Blicher, kaldet Lise. I de nærmeste kredse var man ikke i tvivl om, at der mellem Grundtvig og Marie Toft var knyttet nære og stærke følelser. Ved parrets trolovelse 4. august 1851 skrev Grundtvig digtet "Hvad er det min Marie" (højskolesangbogen nr. 438). Brylluppet fandt sted den 24. oktober i Brøndbyvester Kirke, forestået af Grundtvigs mangeårige ven Gunni Busck (1798-1869). Ægteskabet vakte stort røre i københavnske kredse og blev ikke umiddelbart billiget i Grundtvigs nærmeste familie.
Parret boede om sommeren på Rønnebæksholm, hvor Marie fortsat forestod driften. I parken opførte hun en pavillon, hvor Grundtvig kunne arbejde. Han kaldte den for Venligheden. Grundtvig kunne passe sine gudstjenester i Vartov ved at tage toget til København. (Det kan ikke være korrekt eftersom jernbanestrækningen til Næstved først åbnede i 1870). Om vinteren boede de i en lejlighed i København under herskabelige forhold. Grundtvigs tilværelse antog her et mere aristokratisk tilsnit, hvilket ikke faldt i hans gamle venners smag.

## Død og begravelse
Den 15. maj 1854 nedkom Marie med en sund og velskabt dreng, der blev døbt Frederik Lange Grundtvig, men der tilstødte smertefulde komplikationer, der medførte Maris død den 9. juli. Hun blev bisat fra Vartov Kirke den 17. juli 1854. Kisten blev indsat i slægten Carlsens Kapel i Sct. Nicolai Kirke i Køge, hvorfra den senere blev indsat i gravhvælvingen på "Claras Kirkegård" på Gammelkjøgegaard.

## Minder om Marie Toft
Ved sin 70-års fødselsdag, den 8. september 1853, modtog Grundtvig en pengegave, hvortil der var indsamlet beløb fra grundtvigske kredse i Danmark og Norge. Beløbet skulle anvendes til etablering af Grundtvigs Højskole, en tanke som Grundtvigs hustru stærkt havde støttet og om hvis udformning, hun havde gjort sig mange tanker. Hun så den således gerne udformet som en bondehøjskole efter højskolemanden Christen Kolds mønster og tilbød at stille et af sine huse på Rønnebæksholm til rådighed, men hun nåede ikke selv at se drømmen blive realiseret.
Skolen blev indviet den 3. november 1856 og havde indtil 1890 hjemme på det ydre Nørrebro. Med denne beliggenhed fik Grundtvig en nær tilknytning til skolen til gensidige glæde såvel for ham og hans familie som for dens lærere og elever. Grundtvig var fast taler ved åbningen af højskolens vinterhalvår, ligesom lærere og elever kom i hans hjem.
Marie Tofts forståelse og medleven i sine bønders og husmænds forhold kom stærkt til udtryk, da de efter hendes død rejste en bautasten til hendes ære. De havde oprigtig set op til hende, hun havde været gavmild overfor dem og havde afløst hoveriet og skænket dem jagtret og været rimelig, når de overtog deres fæstegårde og husmandssteder til selveje. Afsløringen af bautastenen fandt sted på Maries årsdag den 4. august 1855, hvor Grundtvig talte, og hvor han i varme ord mindedes sin elskede Marie og fortalte forsamlingen, at højskolen skulle bære hendes navn.

## Yderligere læsning
- Anna Bojsen-Møller: Eline Boisens Erindringer. Gyldendal 1999.
- Jutta Bojsen-Møller: Grundtvig og Marie – en fortælling fra Rønnebæksholm, Næstved Kommune 2007.
- Birgitte Stoklund Larsen: Paradisskyggen. Med Grundtvig i kærlighed og krise. Kristeligt Dagblads Forlag 2015.
- Ebbe Kløvedal Reich: Solskin og Lyn. Grundtvig og hans sang til livet, Forlaget Vartov 2000.
- Knud Søndergaard: Asta Grundtvig. Liv og virke, slægt og venner, billedredaktion: Lars Thorkild Bjørn. Forlaget Vartov 2013.
- Godset Rønnebæksholms hjemmeside.
- Folkehøjskolens Sangbog, udgivet af Foreningen af Fokehøjskoler i Danmark, bl.a. nummer 438: "Hvad er det, min Marie".